# Fortăreața Belvoir (Israel)
Cetatea Belvoir, în zilele noastre Kokhav Hayarden (Steaua Iordanului) în nordul Israelui, (în limba ebraică:כוכב הירדן, în limba arabă:Kawkab Al Hawa (Steaua vântului)) este o fortăreață cruciată situată pe un deal la extremitatea de est a Platoului Isahar, denumit astăzi platoul Kokhav, la limita Galileei inferioare. Ea se află între Marea Galileii și orașul Beitshan, la 20 km sud de Marea Galileii și la o altitudine de 312 metri deasupra nivelului mării și de aproximativ 550 metri deasupra Văii Iordanului, care se întinde la picioarele ei, la est. 
Ea face parte din Parcul național israelian Kokhav Hayarden și un sit arheologic care cuprinde și vestigii ale unei localităti evreiești antice și ruinele unui sat arab, 
Inițial castelul a făcut parte din domeniul feudal al unui nobil francez numit Velos care trăia la Tiberias. În anul 1168 Velos l-a vândut Ordinului Ioaniților care l-au transformat ulterior într-un puternică cetate cu ziduri concentrice.
Ei l-au zidit din pietre de bazalt procurate din săparea șanțului care înconjură cetatea din trei părți, precum și din pietre albe aduse de la cariere mai îndepartate. 
Alături de Krak des Chevaliers din vestul Siriei, Belvoir este unul din cele două cetăți cu ziduri concentrice construite de cruciați în Levant. El este un exemplu desăvârșit de astfel de cetate, si a devenit un prototip pentru alte castele zidite ulterior în vestul Europei. Belvoir s-a distins prin splendoarea sa si istoricul Yehoshua Praver l-a considerat „una din realizările cele mai mari ale arhitecturii cruciate”.  
Cronicarul arab Abu Shama din secolul al XIII-lea l-a descris ca fiind
„situat în mijlocul stelelor ca un cuib de vulturi și sălaș al lunii”
.

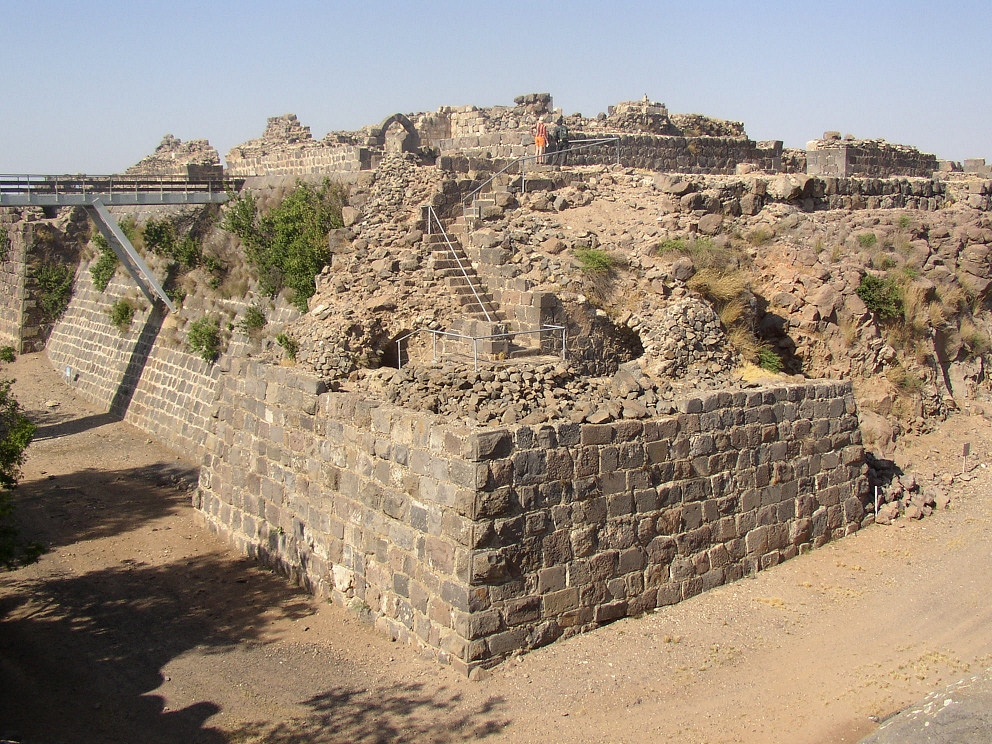
Belvoir.Vedere din sud-vest

Cetatea Belvoir a servit drept obstacol major creat de Regatul cruciat al Ierusalimului împotriva primejdiei musulmane dinspre est.
Ea a fost, între altele, martoră a atacului forțelor musulmane din anul 1180. În timpul campaniei din 1182, Bătălia de la Belvoir a fost disputată în apropierea acestui loc, de regele Baldovin al IV-lea al Ierusalimului și Saladin. Ca urmare a victoriei armatei musulmane condusă de Saladin asupra cruciaților în Bătălia de la Hattin, cetatea Belvoir a fost asediată și ea. Asediul a durat un an și jumătate, până când apărătorii cruciați s-au predat la 5 ianuare 1189.
Fortificațiile de la Belvoir au fost dărâmate între anii 1217-1218 de către conducătorii musulmani care se temeau de recucerirea cetății de către cruciați.
În anul 1240 Belvoir a fost retrocedată cruciaților în urma unei înțelegeri, însă lipsa de fonduri nu le-a permis acestora să refacă fortificațiile și până la urmă, cetatea a revenit sub control musulman.
```
, is a Crusader castle in northern Israel, on a hill on the eastern edge of the Issachar Plateau, on the edge of Lower Galilee 20 kilometres (12 mi) south of the Sea of Galilee. Gilbert of Assailly, Grand Master of the Knights Hospitaller, began construction of the castle in 1168. The castle ruin is located in Belvoir National Park, officially Kochav HaYarden National Park. It is the best-preserved Crusader castle in Israel.[2]
```

## Perioada musulmană
În timpul perioadei musulmane locul a fost cunoscut sub numele de Kawkab Al-Hawa , însemnând „Steaua vânturilor” datorită vânturilor puternice din vârful acestui deal. 
Satul palestinian a fost depopulat după un atac militar al forțelor israeliene din mai 1948.

## Arhitectura
Belvoir este un exemplu timpuriu de castel cu ziduri concentrice a cărui plan a fost utilizat pe scară largă în castele cruciate de mai târziu. Forma castelului este simetrică, cu un perete exterior dreptunghiular, întărit cu turnuri pătrate la colțuri și pe fiecare parte, încadrând o incintă pătrată interior cu patru turnuri de colț și unul pe peretele de vest. Bolții de pe partea interioară a pereților ofereau spațiu de protecție și depozitare în timpul bombardamentelor.